# Eric Geddes
Eric Campbell Geddes (26 septembre 1875 - 22 juin 1937) est un homme d'affaires britannique et un homme politique conservateur. Avec une expérience dans les chemins de fer, il est chef des transports militaires sur le front occidental, avec le grade de major-général. Il exerce ensuite les fonctions de Premier Lord de l'Amirauté (avec le grade de vice-amiral, bien que ce soit une position politique) entre 1917 et 1919. Il est le premier ministre des Transports entre 1919 et 1921, poste dans lequel il est responsable des profondes réductions des dépenses publiques connues sous le nom de « Geddes Axe ».

## Jeunesse et éducation
Né en Inde britannique, Geddes est un fils d'Auckland Campbell Geddes, d'Édimbourg, en Écosse. Il est le frère de Mona Chalmers Watson (en) et Auckland Geddes (1er baron Geddes). Il fait ses études au Collège militaire d'Oxford et à l'école Merchiston Castle à Édimbourg jusqu'à ce qu'on lui demande de partir.

## Carrière en affaires
Geddes passe deux ans comme bûcheron et métallurgiste aux États-Unis, il travaille pour la Baltimore and Ohio Railroad. Quand il rentre brusquement à la maison, sa sœur aînée lui parle avec fermeté; à la fin de 1895, il est envoyé en Inde pour un emploi secondaire où il construisit des chemins de fer légers avant de travailler sur les chemins de fer Rohilkund et Kumaon, dont il devient surintendant en 1901. De retour en Angleterre en raison de la mauvaise santé de sa femme, il rejoint le North Eastern Railway, et est devenu directeur général adjoint en 1911  .

## Carrière politique
Au cours de la Première Guerre mondiale, Geddes est l'un des «hommes de force» mis au service du gouvernement par le ministre des Munitions David Lloyd George. Devenu responsable de la production d'armes légères, il établit des objectifs rationnels pour les fusils, les mitrailleuses légères et lourdes, et la production grimpe en flèche, fabriquant beaucoup plus d'armes automatiques que l'armée n'en avait demandé. La production d'obus est également en plein essor, mais ceux-ci n'étaient pas suffisamment remplis d'explosifs, et Geddes en est nommé responsable en décembre 1916. En six mois, le nombre d'obus remplis décuple pour atteindre deux millions par semaine. Lloyd George, maintenant ministre de la Guerre, persuade Douglas Haig, commandant du Corps expéditionnaire britannique, d'inviter Geddes et son équipe de trois hommes pendant deux jours en août 1916 pour donner des conseils sur le transport. Haig est tellement impressionné que la visite est prolongée d'un mois, puis Geddes est nommé directeur général des chemins de fer militaires et inspecteur général des transports avec le grade de général de division. Ils permettent aux ports et aux chemins de fer de fonctionner efficacement et construisent des chemins de fer légers pour amener les matériaux à l'avant. Il est fait chevalier en 1916 et nommé Chevalier Commandeur de l'Ordre du Bain et Chevalier Grand-Croix de l'Ordre de l'Empire britannique en 1917. Il est promu inspecteur général des transports sur tous les théâtres de guerre.
La campagne allemande de sous-marins déclenche des attaques sans restriction en février 1917. Comme la flotte marchande britannique souffre, Lloyd George transfère Geddes à l'Amirauté en tant que Lord civil avec le grade de vice-amiral. Il contrôle la construction navale britannique, et doit compenser autant de pertes que possible. Il trouve l'Amirauté en plein désarroi et écrit à son ami le maréchal Haig sur le manque de directives. Le 19 juin 1917, le premier Lord de mer John Jellicoe avoue au cabinet de guerre qu'il perdent. Haig et Geddes déjeunent avec Lloyd George pour exiger une nouvelle direction à l'Amirauté.
Le 6 juillet 1917, Geddes, fortement recommandé par Haig, revient à la vie civile en tant que premier Lord de l'amirauté. Pour servir, il devait être membre de la Chambre des communes et est élu lors d'une élection partielle pour Cambridge. Il est admis au Conseil privé le même mois. Bien que peu au fait des questions maritimes, il insuffle à l'Amirauté une énergie déterminée, encourage l'innovation, l'ouverture et l'initiative. Geddes nomme le constructeur naval de Belfast, Lord Pirrie, contrôleur général de la construction navale marchande et amène William Henry Bragg à l'Amirauté pour superviser les opérations anti-sous-marins. Ils travaillent avec les Français pour développer un sonar qui est prêt juste à la fin de la guerre. Jellicoe est remplacé fin 1917. Les convois dans les eaux intérieures n'ont perdu que 1,25% de leurs navires et 2 084 000 soldats américains ont atteint l'Europe; seulement 113 ont été perdus contre des sous-marins, malgré la prétention de l'Amirauté allemande de les détruire tous. À la fin de la guerre, l'offre mondiale de transport maritime est plus importante qu'elle ne l'était au départ, grâce à la croissance des flottes marchandes japonaises et américaines.
Il quitte l'Amirauté en janvier 1919 et est fait Chevalier Grand-Croix de l'Ordre du Bain. Lloyd George lui demande alors d'organiser un nouveau ministère des Transports. Jusqu'à l'adoption du projet de loi portant création de ce nouveau ministère en mai 1919, il reste au cabinet en tant que ministre sans portefeuille. En mai 1919, il est le premier ministre des Transports. Le nouveau ministère reçoit le contrôle des chemins de fer, des routes, des canaux et des quais, mais est critiqué dans les deux chambres du parlement pour avoir cédé à la nationalisation et pour sa grande taille. À l'automne 1921, la fin du contrôle des chemins de fer par l'État et sa remise aux sociétés est en cours de révision, ce qui met le ministère des Transports sous pression. Geddes n'a ni goût ni aptitude pour les luttes intestines politiques, il démissionne en novembre 1921.

## Programme d'austérité
En 1921, Geddes préside le Comité des dépenses nationales qui propose de fortes réductions des dépenses publiques pour compenser la baisse du revenu national, la politique d'austérité est connue sous le nom de Geddes Axe. Une caractéristique notable des recommandations implique des réductions dans l'armée: le départ de 50 000 hommes sur 210 000; et une baisse de financement de 20 millions de livres sur une estimation de budget de 75 millions.
Une fois promulguées, les réductions des dépenses publiques ont encore déprimé l'économie. Geddes démissionne du gouvernement et des Communes en 1922, devenant directeur de Dunlop Rubber. De 1924 jusqu'à sa mort, il est président d'Imperial Airways.
La citation mémorable de Geddes est: "Nous presserons le citron allemand jusqu'à ce que les pépins grincent!" qu'il a présenté dans un discours avant l'élection de 1918. C'est devenu un appel de ralliement majeur pendant la campagne de la coalition.

## Famille
Geddes épouse Gwendolen, fille du révérend A. Stokes, en 1900. Ils ont trois fils, dont Reay Geddes, ancien président de la Dunlop Rubber Company. Eric Geddes est décédé en juin 1937, à l'âge de 61 ans, après plusieurs années de santé déclinante.